# Alaskozetes coriaceus
Alaskozetes coriaceus är en kvalsterart som beskrevs av Hammer 1955. Alaskozetes coriaceus ingår i släktet Alaskozetes och familjen Ameronothridae. Inga underarter finns listade i Catalogue of Life.